# Тунель Гуолянг
35°43′52″ пн. ш. 113°36′14″ сх. д. / 35.7311° пн. ш. 113.604° сх. д.
Тунель Гуолянг (кит.: 郭亮洞) — тунель вирізаний вздовж гори в Китаї, що з'єднує село Гуолянг з горами Тайханшань, розташованими в Хуейсяне, Сіньсян, провінція Хенань, Китай.

## Історія
Село було названо на честь заколотника-втікача за часів династії Хань, який боровся з переважаючим імперським військом, використовуючи крайню важкопрохідність місцевості. До того, як був побудований тунель, доступ до найближчого села Гуолянг був можливий тільки по дуже важкому шляху, висіченому у схилі гори. Село розташоване в долині, оточеній високими горами, відрізаними від цивілізації.
Щоб полегшити доступ жителів села до зовнішнього світу, група сільських жителів на чолі з Шень Мінсінь в 1972 році планувала видовбати дорогу вздовж гори. Вони продали свою худобу, щоб зібрати кошти на покупку інструментів і матеріалів. Тринадцять сільських жителів почали проєкт, один з них загинув під час будівництва. Не маючи доступу до електроінструментів, вони використовували в основному молотки і зубила. На найскладнішій ділянці робота просувалася зі швидкістю один метр за три дні. Протяжність всього тунелю 1,2 кілометра, висота тунелю 5 метрів, ширина - 4 метри.
Тунель було відкрито для проходу 1 травня 1977 року. Його створення перетворило село на туристичну визначну пам'ятку. Область також використовувалася як місце для кінозйомок.